# Plangiodes carinatus
Plangiodes carinatus är en insektsart som beskrevs av Lucien Chopard 1954. Plangiodes carinatus ingår i släktet Plangiodes och familjen vårtbitare. Inga underarter finns listade i Catalogue of Life.